# Stavronikita

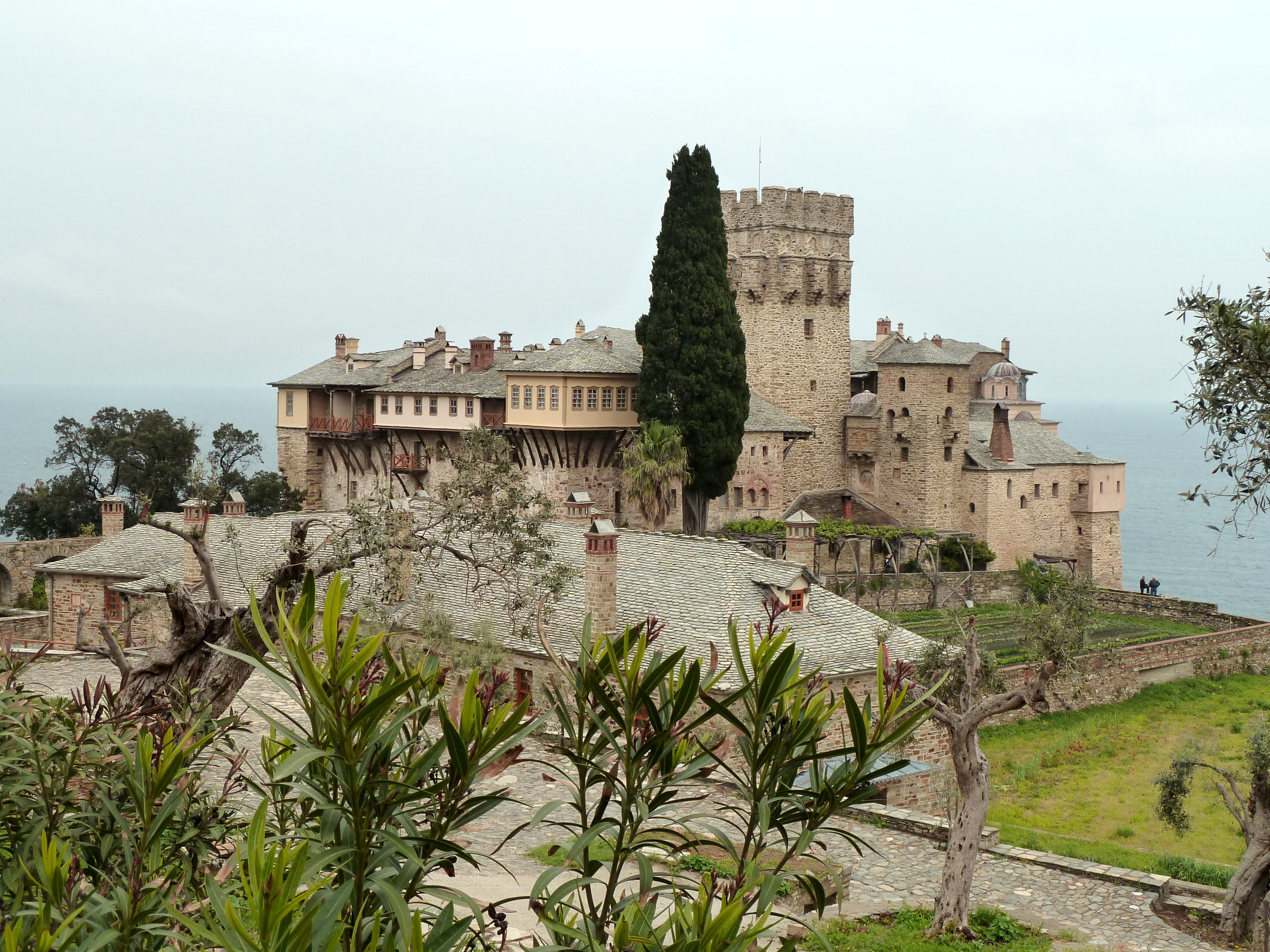
Kloster Stavronikita

Moni Stavronikita (griechisch Μονή Σταυρονικήτα) ist ein orthodoxes Kloster an der Nordostküste der Halbinsel Athos in Griechenland, das in unmittelbarer Nachbarschaft zu den Klöstern Iviron und Pantokratoros liegt. In der Rangfolge der 20 großen Athosklöster nimmt es den 15. Platz ein.

## Geschichte
Zwar gibt es keine gesicherten Angaben zum Ursprung des Klosters; dafür existieren aber einige Gründungsmythen, die das Entstehen des Klosters zu erklären versuchen. Angeblich wurde das Kloster von zwei Einsiedlern namens Stavros und Niketas gegründet. Einer anderen Sage zufolge war der Gründer des Klosters ein Offizier des Kaisers Ioannes Tzimiskes (925–976) mit dem Namen Nikephoros Stravroniketas. Allerdings sind weder dieser Mann noch diese Tat historisch gesichert. Was jedoch außer Zweifel steht, ist, dass das Kloster bereits im 11. Jahrhundert bestand und im Jahre 1153 erstmals erwähnt wurde und zwar unter dem älteren Namen Stravonikétas, was „der schielende Niketas“ bedeutet. Daraus entwickelte sich später der Name Stavronikétas, der Kreuzessieger. In den kommenden Jahrzehnten verödete das Kloster und wurde im Jahre 1287 zuerst dem Kloster Kutlumusiu und später dem Kloster Philotheu untergeordnet.
Erst unter dem Mönch Gregorios Giromeriatis begann im 16. Jahrhundert wieder eine Blütezeit. Für 4.000 Silbermünzen erwarb er das Gemäuer und begann mit dem Wiederaufbau des Klosters. Diesen vollendete schlussendlich sein Freund und Gönner Patriarch Jeremias I. (1522–1546). Trotz mehrfacher Brände in den kommenden Jahrhunderten entgingen das neu errichtete Katholikon und die Wandmalereien des berühmten Malers Theophanes den Flammen.
Nach der Genesung vom Heiligen Paisios vom Berg Athos kehrte er 1968 zum Berg Athos zurück und war maßgeblich an der Renovierung des Klosters Stavronikita beteiligt, in dem er auch lebte und das Große Schema erhielt. Dort war er zunächst von Papa-Tychon in der Zelle des Heiligen Kreuzes tonsuriert worden. Nach dem Tod von Papa-Tychon blieb er bis 1979 im Kloster, entsprechend dessen Wunsch.
Lebten zu Beginn des 20. Jahrhunderts noch 219 Mönche in dem Kloster, so nahm die Zahl rapide ab und erreichte 1992 ihren Tiefpunkt mit nur noch 33 Einsiedlern. Ähnlich den anderen Athosklöstern ging es auch dort seitdem wieder bergauf, sodass im Jahre 2000 wieder 45 Mönche gezählt wurden. Nach der Volkszählung 2011 wurden 39 Einwohner angegeben.